# カトリン・クラッベ
カトリン・クラッベ（Katrin Krabbe、1969年11月22日 ‐ ）は、ドイツの元陸上競技選手である。

## 人物
1991年に開催された世界陸上では、100m、200mで2冠を達成しただけでなく、リレー2種目でも銅メダルを獲得。通算4個のメダルを獲得する大活躍だった。
翌1992年、グリット・ブロイアーら東ドイツ出身の陸上競技選手と共にドーピング疑惑を受け、ドイツ陸上競技連盟から1年間の出場停止処分、更にこれに抗議したとして国際陸上競技連盟から追加で2年間の出場停止処分を受けた。その後は競技に復帰することなく、引退した。

## 自己記録
- 100m　10秒89　（1988年7月20日）
- 200m　21秒95　（1990年8月30日）

## 主な成績
| 年   | 大会                   | 場所               | 種目         | 結果 | 記録      |
| ---- | ---------------------- | ------------------ | ------------ | ---- | --------- |
| 1988 | 世界ジュニア陸上選手権 | サドバリー(カナダ) | 100m         | 2位  | 11秒23    |
| 1988 | 世界ジュニア陸上選手権 | サドバリー(カナダ) | 200m         | 1位  | 22秒34    |
| 1991 | 世界室内陸上選手権     | セビリア(スペイン) | 60m          | 6位  | 7秒20     |
| 1991 | 世界陸上選手権         | 東京(日本)         | 100m         | 1位  | 10秒99    |
| 1991 | 世界陸上選手権         | 東京(日本)         | 200m         | 1位  | 22秒09    |
| 1991 | 世界陸上選手権         | 東京(日本)         | 4x100mリレー | 3位  | 42秒33    |
| 1991 | 世界陸上選手権         | 東京(日本)         | 4x400mリレー | 3位  | 3分21秒25 |